# Valquirias (novela)
Paulo Coelho nos muestra en este libro de 1992 una obra autobiográfica, una etapa de su vida en la que madurará espiritualmente.

«Mi maestro me sugirió que hiciera ejercicios espirituales en un lugar aislado porque el éxito hace que uno se sienta alegre y culpable al mismo tiempo, y yo tenía que estar preparado para lo que me iba a suceder en adelante.»
Paulo Coelho, Valquirias, 2010

## Sinopsis
Chris y Paulo pasarán cuarenta días en el desconocido y misterioso desierto del Mojave, durante esos días deberán enfrentarse con sus miedos más íntimos, sus inseguridades y debilidades.
En esta obra, Paulo Coelho nos muestra su lucha más personal y nos cuenta la responsabilidad hacia sus seres más queridos y hacia sí mismo. Valquirias trata de la voluntad y de la capacidad de elección que tenemos las personas, y de cómo nuestras decisiones determinan nuestro destino.

## Personajes
- Paulo
- Chris
- Took
- Vahalla

## Traducciones
Las Valquirias se ha publicado en 26 idiomas diferentes: alemán, catalán, croata, checo, danés, eslovaco, esloveno, español, estonio, farsi, finlandés, griego, inglés, italiano, japonés, lituano, macedonio, malayalam, neerlandés, polaco, portugués, rumano, ruso, serbio y sueco.

## Ficha técnica
. ISBN 978-84-08-09319-0. Falta el |título= (ayuda)
Formato: Tapa dura con sobrecubierta
Páginas: 220